# أحمد حرب
أحمد موسى خليل حرب (1951-2025)، كاتب وروائي وأكاديمي فلسطيني ولد في بلدة الظاهرية. حصل على درجة البكالوريوس في الأدب الإنجليزي من الجامعة الأردنية في العام 1974، عمل مدرَساً للغة الإنجليزية في مدينة الخليل. ثم نال درجة الماجستير و الدكتوراه في الأدب الإنجليزي المقارن من جامعة أيوا- في الولايات المتحدة الأمريكية. وهو عضو في برنامج الكتَاب العالمي (الكتابة الإبداعية) الشهير. معروف في الأوساط الأكاديمية والثقافية بدراساته في النقد والأدب والمنشورة في مجلات متخصصة مرموقة.
عمل أستاذاً للأدب الإنجليزي المقارن في جامعة بيرزيت منذ العام 1987، عمل خلالها رئيسًا لدائرة اللغة الإنجليزية وآدابها، وعميدًا لكلية الآداب وعضوًا في مجلس الجامعة 2002-2007. وشغل منصب عضو في عدد من مجالس الأمناء والإدارة لمؤسسات ومراكز ثقافية وأكاديمية. وعضو مفوّض في مجلس مفوّضي الهيئة الفلسطينية المستقلة لحقوق الإنسان "ديوان المظالم" منذ العام 2006 حيث تم انتخابه من قبل مجلس المفوضين في 26-11-2011 كمفوّض عام للهيئة. وانتخب رئيساً للجمعية العمومية لملتقى فلسطين الثقافي في العام 2022. ورئيس لجنة تحكيم جوائز فلسطين في الآداب والفنون والعلوم الإنسانية للعام الحالي 2019. توفي بتاريخ 7 فبراير 2025.

## مؤلفاته
صدر له عدة مؤلفات منها:
- رواية "حكاية عائد" الصادرة عام 1981.
- رواية "إسماعيل" الصادرة عام 1987.
- رواية "الجانب الآخر لأرض المعاد" الصادرة عام 1994، والتي حازت على جائزة دولة فلسطين للرواية لعام 1997.
- رواية "بقايا" الصادرة عام 1997.
- رواية "الصعود إلى المئذنة" الصادرة عام 2008.
- رواية "مواقد الذكرى" الصادرة عام 2023.

## قيل عنه
- قال الكاتب والناقد الأدبي محمود شقير: تتميز رواية أحمد حرب بالتكثيف والابتعاد عن التطويل والإستطراد، ثمة ذهاب إلى صلب الأشياء بطريقة فنية مختزلة، أعجبني هذا التناول لموضوع ريحانة بهذه الطريقة وبما يكتنفه من إيحاءات، ذلك أن ريحانة ذهبت ضحية تخلفنا، وريحانة قتلت مع اقتراب الهزيمة، فكأن مقتلها يوحي بإحتلال البلاد وثمة سخرية مبطنة من الوضع الذي قاد إلى الهزيمة في العام 1967، وهي السخرية التي تتكثف في الصفحات الأخيرة من الرواية مع صيحة القعقاع "هيهم اجو". رواية رشيقة".
- قال الدكتور محمود العطشان: أستاذ الأدب والنقد في جامعة بيرزيت، أن الرواية عند حرب لها مذاقاً خاصاً متميزاً عمّا شهدته الساحة الأدبية في فلسطين من إنتاج لهذا الجنس الأدبي، ذلك أنها استطاعت ومن خلال ذوات محدودة أن تقدم لوحةً إنسانية واجتماعية وسياسية لمرحلة مهمة غيبت عن أقلام الروائيين، هذه وثيقة تستفز القارئ بقوة ليعيد النظر في التاريخ وليستخلص العبر، باسلوب فني محكم يعتمد على عنصرين أساسيين هما التكثيف والسخرية.[6]
- قال الدكتور إيهاب بسيسو: أن تجربة د. أحمد حرب الأكاديمية أضافت توازناً ما بين تجربته الإبداعية وعمله في التعليم الجامعي من خلال النظرة إلى مفهوم الأدب والرواية، والتقنيات السردية التي تناولها في أعماله المختلفة، فهو لم يرتهن كروائي إلى نمط محدد بل كان دائماً يتنقل من تجربة لأخرى، وكأنه يتعامل مع الرواية كمسرح واسع للتجريب معمتداً على تقنيات السرد المتعددة، من خلال ما قدمه من أعمال وتحديداً في روايته المميزة "الصعود إلى المئذنة"، والتي واكبت مرحلة محورية في تاريخ الشعب الفلسطيني، وهي تلك التي سبقت احتلال الأراضي الفلسطيني في العام 1967، وعالج من خلالها جملة من المفردات التي تمس المجتمع الفلسطيني في سياقات متعددة.[9]

## وصلات خارجية
- أحمد حرب على موقع أرشيف الشارخ